# Dold identitet
Dold identitet (La sconosciuta) är en italiensk-fransk långfilm från 2006 i regi av Giuseppe Tornatore och med Ksenia Rappoport, Michele Placido och Claudia Gerini i huvudrollerna.
Filmen belönades med det italienska priset David di Donatello för bästa film, regi, skådespelerska, foto och musik.

## Handling
Irena (Ksenia Rappoport) är en ung kvinna från Ukraina med ett förflutet randat av prostitution, våld och förnedring som flyr till norra Italien i jakt på sin dotter och på arbete. Hon lyckas så småningom få arbete som barnflicka i en välbeställd familj, där dottern Thea och Irena kommer närmare och närmare varandra.

## Rollista (urval)
- Ksenia Rappoport - Irena
- Michele Placido - Muffa
- Claudia Gerini - Valeria Adacher
- Piera Degli Esposti - Gina